# Іосиф Оптинський
Іо́сиф О́птинський (в миру Іван Юхимович Литовкін,  2 [14] листопада 1837, село Городище, Харківська губернія — 9 [22] травня 1911, Оптина пустинь) — священник православної церкви. Прославлений у лику преподобних в 2000 році, входить в Собор 14-ти преподобних старців Оптиної пустині.

## Біографія
Народився 2 (14) листопада 1837 року у селі Городище Харківської губернії. Батько, Юхим Омелянович, був в селі головою. Іван був другим сином у родині (в сім'ї було шестеро дітей: три сина і три доньки). Названий на честь улюбленого святого батьків — Іоанна Милостивого.
Коли йому було чотири роки, помер батько, а в одинадцять років він залишився без матері — Марії Василівни.
Грамоти навчила його старша сестра Олександра, яка пізніше прийняла постриг у Борисівському монастирі з іменем Леоніда. Залишившись без спадку, був вимушений рано влаштуватися на роботу — спочатку у трактирі, а потім у бакалійній лавці.
В 1861 році збирався відправитися паломником у Київ, але сестра-монахиня порадила відправитися в Оптину пустинь. Тут, після зустрічі і бесіди зі старцем Амвросієм, він і вирішив залишитися. У монастирі він став духовним чадом та келейником старця Амвросія.
На початку виконував послух помічника кухаря в скиту, і незабаром його призначили келейником старця Амвросія.
15 (27) квітня 1864 року був пострижений у рясофор з ім'ям Іоанн.
16 (28) липня 1872 року пострижений в мантію з іменем Іосиф (на честь преподобного Іосифа Піснеписця).
В 1877 році рукоположений в сан ієродиякона.
1 (13) жовтня 1884 року рукоположений в сан ієромонаха.
В лютому 1888 року Іосиф тяжко захворів і, в очікуванні смерті, 14 (26) лютого 1888 його постригли в схиму. Після того як він видужав, був призначений помічником старця Амвросія.
В 1891 році, після смерті преподобного Амвросія, став, разом із старцем  Анатолієм, духовником Шамординської обителі.
У кінці 1893 року коли захворів скитоначальник і загальновідомий духовник преподобний Анатолій, послух духівника було передано Іосифу. А в січні 1894 року, після смерті преподобного Анатолія, він був призначений скитоначальником.
На третій день Великодніх свят, 11 (24) квітня 1911 року, старець захворів.
9 (22) травня 1911 року о 10 годині 45 хвилин преподобний Іосиф помер.
16 жовтня 1988 року відбулося обретення мощей преподобного.
У 1996 році причислений до лику місцевих святих Оптиної пустині, а в серпні 2000 року, Ювілейним Архієрейським Собором Руської Православної Церкви, — прославлений для загального вшанування.
Мощі преподобного Іосифа знаходяться у Володимирському храмі Оптиної пустині.